# Ciarán Power
Pour les articles homonymes, voir Power et Ciaran.
Ciarán Power, né le 8 mai 1976 à Waterford, en Irlande, est un coureur cycliste irlandais.

## Palmarès
- 1997
  - Shay Elliott Memorial Race
- 1998
  -  Champion d'Irlande sur route espoirs
  - Classement général du FBD Insurance Rás
  - 3e étape de la Transalsace International
- 1999
  - Des Hanlon Memorial
  - 1re étape du Tour de Hokkaido
  - Classement général du Tour d'Ulster
  - 7e étape du Tour d'Égypte
  - 3e du Lincoln Grand Prix
  -  Médaillé de bronze du championnat du monde sur route "B"
- 2001
  - 3e du championnat d'Irlande du critérium
- 2002
  - Classement général de la FBD Insurance Rás
  - 2e du championnat d'Irlande sur route
- 2003
  - 3e et 7e étapes de la FBD Insurance Rás
  - 1re étape du Nature Valley Grand Prix
  - 3e de la Classique Montréal-Québec Louis Garneau
- 2004
  - 5eb étape du Tour de Beauce
- 2006
  - 4e et 7e étapes de la FBD Insurance Rás
  - 2e du championnat d'Irlande sur route
- 2007
  -  Champion d'Irlande du critérium
  - Des Hanlon Memorial
- 2008
  - Rás Mumhan :
    - Classement général
    - 1re, 3e et 4e étapes

  - East Midlands International Cicle Classic
  - 6e étape de la FBD Insurance Rás
  - Suir Valley Three Day

## Résultats sur le Tour d'Italie
1 participation
- 2000 : 123e

## Classements mondiaux
| Année            | 2005  | 2006 | 2007 | 2008 |
| ---------------- | ----- | ---- | ---- | ---- |
| UCI Africa Tour  |       |      |      | 205e |
| UCI America Tour |       | 327e | 376e | 168e |
| UCI Asia Tour    |       |      |      | 316e |
| UCI Europe Tour  | 1058e | 347e | 354e | 269e |
| UCI Oceania Tour |       |      | 83e  |      |